# سحر (روستا)
 سحر  به عربی ( سَحَر )، روستایی است در دهستان وادی اجبار از توابع استان 
استان صَنعاء در کشور یمن در شبه جزیره عربستان.

## جمعیت
جمعیت آن (۷۰ ) نفر (۸ خانوار) می‌باشد.